# Jack Helme (cầu thủ bóng đá)
James Albert "Jack" Helme (1897 – không rõ) là một cầu thủ bóng đá người Anh thi đấu ở Football League cho Stoke.

## Sự nghiệp
Helme sinh ra ở Altrincham và từng thi đấu cho Altrincham ở Cheshire County League. Ông gây ấn tượng tại Altrincham và đến với Stoke vào mùa giải 1920-21. Ông thi đấu 4 trận cho Stoke ghi 1 bàn vào lưới Barnsley trong chiến thắng 3–2 vào ngày 2 tháng 5 năm 1921. Cuối mùa giải ông quay lại Altrincham.

## Thống kê sự nghiệp
| Câu lạc bộ          | Mùa giải            | Giải vô địch        | Giải vô địch | Giải vô địch | Cúp FA | Cúp FA | Tổng | Tổng |
| Câu lạc bộ          | Mùa giải            | Hạng đấu            | Trận         | Bàn          | Trận   | Bàn    | Trận | Bàn  |
| ------------------- | ------------------- | ------------------- | ------------ | ------------ | ------ | ------ | ---- | ---- |
| Stoke               | 1920–21             | Second Division     | 4            | 1            | 0      | 0      | 4    | 1    |
| Tổng cộng sự nghiệp | Tổng cộng sự nghiệp | Tổng cộng sự nghiệp | 4            | 1            | 0      | 0      | 4    | 1    |